# Крейтон, Луэлла
Луэлла Крейтон (англ. Luella Sanders Creighton, урождённая Брюс англ. Bruce, 25 августа 1901, Stouffville, Онтарио — 6 марта 1996) — канадская писательница. Современной публике она наиболее известна своим романом 1951 года «Высокие яркие колеса багги», который был переиздан в серии «New Canadian Library» издательства McClelland & Stewart в 1978 году.

## Биография
Крейтон родилась 25 августа 1901 года в Стоуффвилле, Онтарио, в семье Джеймса Уильяма Брюса и Луэллы Сандерс. Она преподавала в местной школе, прежде чем поступить в колледж Виктории при Университете Торонто, а затем учиться в Сорбонне в Париже, Франция. 23 июня 1926 года она вышла замуж за Дональда Крейтона, историка, и управляла агентством недвижимости в Торонто, а затем переехала в Бруклин в 1962 году. Их дочь Синтия Флад — известная канадская писательница.
Работы Крейтон включали историческую, научно-популярную и детскую литературу. Она также является автором нескольких учебников, была членом совета региональной библиотеки Центрального Онтарио и помогала мужу в его писательских проектах.
Крейтон умерла 6 марта 1996 года в Бруклине.